# Diospyros argentea
Espèce
Statut de conservation UICN

 LC  : Préoccupation mineure
Diospyros argentea est une espèce de plantes à fleurs de la famille des Ebenaceae.

## Systématique
Le nom correct complet (avec auteur) de ce taxon est Diospyros argentea Griff..

### Publication originale
- (la) William Griffith, Notulae ad Plantas Asiaticas, vol. 4, Calcutta, Charles A. Serrao, 1854, 764 p. (lire en ligne), p. 288–289.